# اندوار (تشلاو)
اندوار (بالفارسية: اندوار) هي قرية تقع في إيران في مازندران. يقدر عدد سكانها بـ 182 نسمة بحسب إحصاء 2016.